# Jacques Foncès
Jacques Foncès, né le 13 août 1744 à Lodève et mort le 3 mai 1813 à Albi, est un compositeur, harmoniste et violoncelliste languedocien, maître de chapelle à la cathédrale Sainte-Cécile d'Albi de 1773 à 1792 et encore de vers 1795 à 1813.

## Biographie
Né le 13 août 1744 d'André Foncès, marchand-fabricant et de Marguerite Vernet, il est baptisé le 17 du même mois en la cathédrale Saint-Fulcran.

### Carrière
Le 28 novembre 1764, il signe le registre paroissial de la collégiale Saint-Paul, lors du baptême de Pierre Jacques, fils du musicien Jean-Baptiste Salles. De ce registre on sait qu'il est sous-maître de musique de la cathédrale Saint-Just de Narbonne sous Pierre Moris, qui a signé à ses côtés.
Il devient, pendant trois années probatoires entre 1770-1773, maître de musique de la cathédrale Sainte-Cécile. Le 9 décembre 1773 il signe un bail d’engagement à vie, succédant à de Rozier à ce poste.

### Vie personnelle
Jacques Foncès épouse, le 11 janvier 1774, Françoise Catherine Baurens (à l'âge de 19 ans), dernière fille de l'imprimeur libraire toulousain Jean-Baptiste Baurens (c. 1701 - 1771) et de Françoise Andrieu. Ils ont eu 12 enfants, dont 4 ont survécu jusqu'à l'âge adulte.